# قطعنامه ۲۲۳۱ شورای امنیت
قطعنامهٔ ۲۲۳۱ شورای امنیت پس از ۱۲ سال گفتگو در مورد فعالیت‌های هسته‌ای ایران با اعضای گروه ۱+۵ در تاریخ ۲۳ تیرماه ۱۳۹۴ توسط تیم مذاکره‌کننده از مسئولان وزارت خارجه به ریاست وزیر امور خارجه محمد جواد ظریف، کشور ایران موفق به توافق هسته‌ای با گروه ۱+۵ گردید. پس از آن این توافق در تاریخ ۲۹ تیرماه ۱۳۹۴ در شورای امنیت به رأی گذاشته شد که با تصویب آن در آن شورا تبدیل به قطعنامهٔ ۲۲۳۱ گردید که همراه با تصویب آن هر شش قطعنامهٔ پیشین که علیه ایران صادر شده و منجر به تحریم‌های وسیع در رابطه با موضوع هسته‌ای علیه این کشور شده بود را ملغی کرد.

## مفاد قطعنامه
در ۲۹ مارس ۲۰۱۶، ایالات متحده، بریتانیا، فرانسه و آلمان نامهٔ مشترکی به دبیرکل سازمان ملل متحد، بان کی مون، نوشتند که ایران را متهم کرد که «قطعنامهٔ ۲۲۳۱» شورای امنیت را از طریق آزمایش‌های موشکی انجام شده از زمان معامله نقض کرده‌است. در این نامه آمده‌است که این موشک‌ها «ذاتاً قادر به حمل تسلیحات هسته‌ای هستند». با این حال، از گفتن اینکه این آزمایش‌ها غیرقانونی هستند دست کشیدند. قطعنامهٔ ۲۲۳۱ خواستار آن است که ایران از فعالیت‌های مربوط به موشک‌های هسته‌ای خودداری کند («از ایران خواسته شده‌است که هیچ‌گونه فعالیتی راجع به موشک‌های بالستیک که به منظور دستیابی به تسلیحات هسته‌ای طراحی شده‌اند، انجام ندهد، از جمله پرتاب با استفاده از چنین فناوری موشک‌های بالستیک».) اما به گفتهٔ دیپلمات‌ها این قانون الزام‌آور نیست و نمی‌تواند با اقدامات تنبیهی اعمال شود.
برای نخستین بار در تاریخ سازمان ملل، کشوری با گرفتن قطعنامه‌های متعدد و تحریم‌های شدید اقتصادی، نظامی، نفتی و موارد مرتبط با کالاهایی با کاربرد دوگانهٔ ذیل فصل ۷ منشور ملل متحد، توانسته بدون حتی یک روز اجرای این قطعنامه‌ها - هر چند به‌طور مشروط - همهٔ قطعنامه‌های پیشین را لغو و از ذیل فصل ۷ منشور خارج شود. در متن قطعنامه تصریح شده‌است که این یک تغییر بنیادین در رابطه ایران با شورای امنیت سازمان ملل است.

## مهلت فعال‌سازی مکانیزم ماشه
با نزدیک شدن به تاریخ انقضای قطعنامه ۲۲۳۱ شورای امنیت و برنامه جامع اقدام مشترک (برجام) در ۱۸ اکتبر ۲۰۲۵، شورای امنیت، با آخرین فرصت برای فعال‌سازی سازوکار ماشه روبروست. این سازوکار، به هر یک از طرف‌های برجام اجازه می‌دهد تا در صورت عدم پایبندی جدی ایران، موضوع را به شورای امنیت اطلاع دهد و در نتیجه، تمام تحریم‌های لغوشده سازمان ملل، به‌طور خودکار بازگردند، مگر آنکه ظرف ۳۰ روز، قطعنامه‌ جدیدی برای لغو تحریم‌ها تصویب شود. این فرایند، مشمول وتوی اعضای دائم شورای امنیت نیست. طرف‌های اروپایی برجام، یعنی کشورهای فرانسه، بریتانیا و آلمان، اعلام کرده‌اند که ممکن است در صورت تأیید تخلفات ایران، در گزارش‌های آتی آژانس بین‌المللی انرژی اتمی (IAEA) درباره تعهدات هسته‌ای ایران، این گزینه را مد نظر قرار دهند.
در صورت فعال‌سازی، انتظار می‌رود که سازوکار ماشه، تأثیرات گسترده‌ای بر بخش انرژی ایران داشته باشد. بازگشت تحریم‌ها، احتمالاً صادرات نفت و گاز، کشتیرانی، بانکداری و بیمه ایران را تحت تأثیر قرار خواهد داد و دسترسی ایران به سیستم‌های مالی بین‌المللی را محدود کرده و سرمایه‌گذاری های خارجی را متوقف خواهد کرد. تلاش‌های جاری ایران برای نوسازی زیرساخت‌های تولید، ممکن است که متوقف شود و واردات تجهیزات و فناوری‌های حیاتی نیز، با اختلال مواجه گردد. مقامات ایرانی در واکنش به احتمال فعال‌سازی سازوکار ماشه، تهدید به اقدامات تنش‌زا کرده‌اند که از جمله آنها، تغییر در آرایش نظامی، خروج از پیمان منع گسترش سلاح‌های هسته‌ای (NPT) و افزایش بی‌ثبات‌سازی منطقه‌ای از طریق فعالیت‌های نیابتی و اختلالات دریایی را میتوان نام برد.